# Ource
Ource – rzeka we Francji, przepływająca przez tereny departamentów Górna Marna, Côte-d’Or i Aube, o długości 100 km. Stanowi dopływ rzeki Sekwana.